# Хмельницький академічний обласний театр ляльок
Хмельни́цький академі́чний обласни́й теа́тр ляльо́к (Хмельницький обласний театр ляльок «Дивень») — обласний академічний театр ляльок у місті Хмельницькому. Театр розміщується у будинку Маранца.

## Загальна інформація
Театр розташований у само́му серці міста Хмельницького за адресою — вул. Проскурівська, буд. 46, м. Хмельницький, 29001, Україна. Сайт театру: www.dyven.org
Станом на 2023 рік: Директор Хмельницького обласного театру ляльок — Ірина Трунова; Головний режисер — Юрій Чайка; 

## Історія
Театр засновано у 1970 році Сергієм Єфремовим. Спершу він містився у 2 кімнатах тодішньої обласної філармонії.
Відкривали театр з великим ентузіазмом. Перші актори — Е. і Є. Ткаченки, О. Колчинська, В. Андрієнко з допомогою художника А. Цуканова наполегливо працювали над першою виставою «Повсталі джунглі», прем'єра якої відбулася 3 листопада 1970 року з великим успіхом. Для другої вистави, якою відкривалася друга творча група (дует артисток Л. і Г. П'ясецьких та нині заслужена артистка України Л. Янчишина), була обрана п'єса польського автора З. Поправського «Котик-Вуркотик».
На 2-й рік існування колективу (1971) до нього долучилось чимало нових акторів, а 1972 року до театру прийшов головний художник Василь Безуля.
Постановкою за поемою С. Неріс «Егле – королева вужів» (дуже популярна вистава) 2 березня 1974 року відкривалося перше стаціонарне приміщення театру на вулиці Кірова (нині Володимирська), 103.

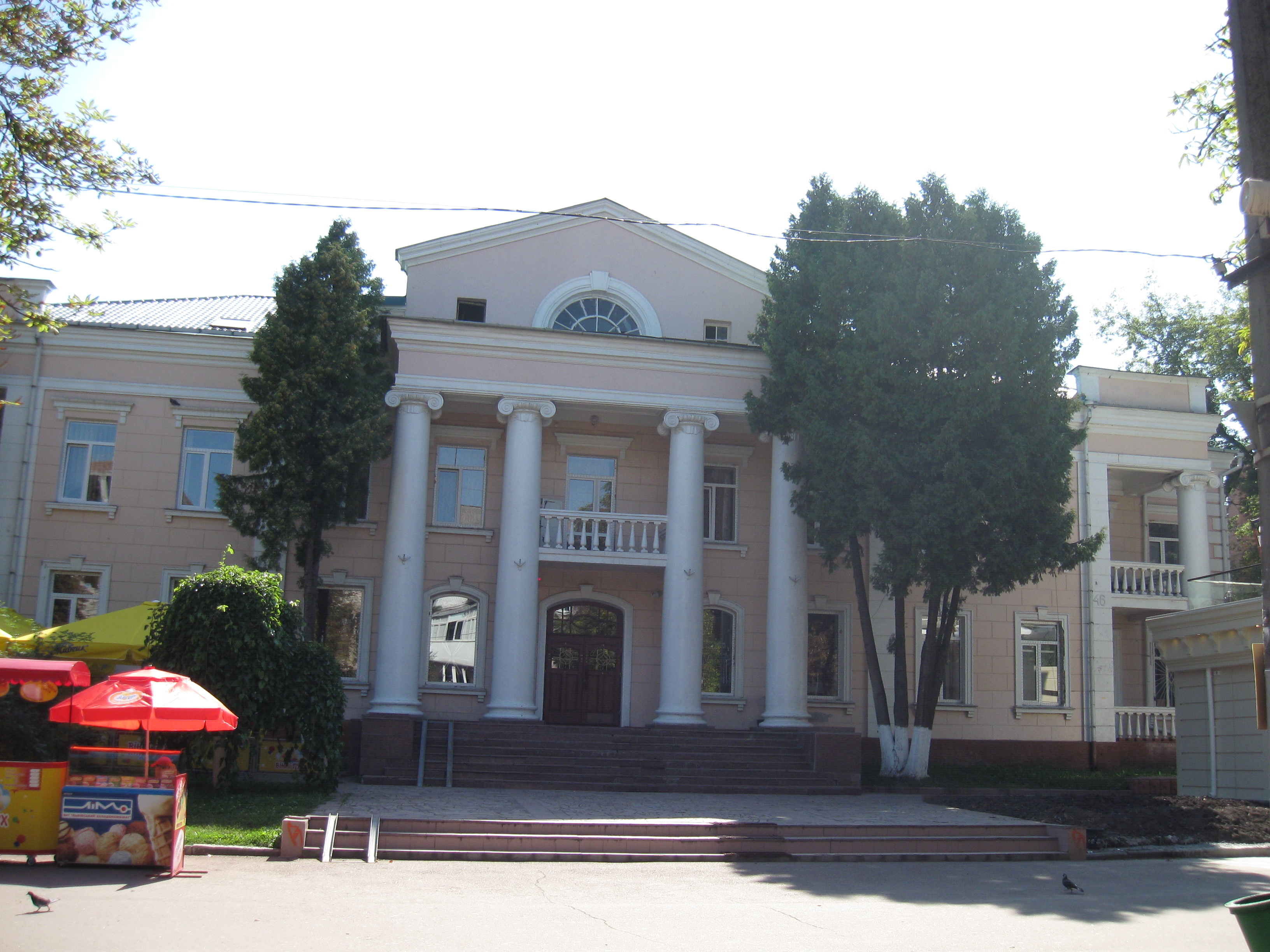
Театр ляльок, серпень 2009

У період 1976—89 роки театр очолює Леонід Попов. У цей час колектив поповнився професійною творчою молоддю, збагатився репертуар театру. Вистави Л. Попова «Маленький принц» А. Сент-Екзюпері, «Дванадцять» О. Блока, «Василькові рушнички» Г. Павленко, «Золоторогий олень» Д. Павличка (режисер І. Рожко) та інші були яскравими спробами знайти своє місце в театральному процесі через класичну літературу, поезію, фольклор.
Наприкінці 80-х років в театр прийшли випускники ЛДІТМІКА художник Михайло Ніколаєв та режисер Сергій Брижань.
Вистави «Хом'ячок та Північний вітер» Х. Паукша, «Івасик-Телесик» за українською народною казкою, «Чарівна зброя Кендзо» за М. Супоніним, «Тарас» Б. Стельмаха, «Добренький Принц» за А.Шмідт, «Відлуння» за ідеєю І. Уварової, «Оленка та Іванко» за народною казкою, «Лесині листи» за дитячими листами Лесі Українки, "Стара Вітряниця" за Андерсеном, "Різдвяна Ніч" - за народним ляльковим "Вертепом", "Т.Шевченко.Спогад" за поезією Т.Шевченка сформували неповторне обличчя Хмельницького театру ляльок з його потягом до поетичного театру. В діючому репертуарі театру понад 80 вистав, його скарб, його багаторічне надбання. Це українські народні, казки та міфи народів світу, літературні класичні казки. Театр - засновник міжнародного фестивалю - лабораторії театрів ляльок "Дивень". На жаль, з 2014 року фестиваль не проводиться.
5 листопада 2009 року театр отримав статус академічного, відтак його назва тепер звучить: Хмельницький академічний обласний театр ляльок.
У 2022 році головним режисером театру стає Юрій Чайка - випускник Київського Національного університету театру, кіно та телебачення імені І. К. Карпенка-Карого. 

## Творчий склад
- Головний режисер — Юрій Чайка
- Художник — постановник Ольга Савицька
- Завідувач музичною частиною — Сергій Присяжний
- Завідувачка літературної частини - Вікторія Земба
- Завідувачка трупою — заслужена артистка АР Крим Наталія БРИЖАНЬ
- Актори: Марія та Ігор БРИЛЬОВИ, Ірина ВИННИК, заслужений артист України Олексій ВИННИК, Лідія та Сергій КОРНИЦЬКІ, Андрій ЗАСЛАВСЬКИЙ, Олександр ЗАЄЦЬ, Майя ГАВРІЛОВА, Людмила МОРУНОВА, Наталія ПОЛІЩУК, Оксана РОДІОНОВА-НІКОЛАЄВА, Дарина ІЛЬЧИШИНА, Микола ЛАТУН, Дмитро ЄРАШОВ, заслужений артист України Олександр ЦАРУК, Лідія МІСЮРЕНКО, Ілона Данилюк
- Художники — бутафори: Юлія Жилюк, Світлана Пахуча, Олеся Галушко
- Кравчиня - Світлана Белященко